# 六本木ヒルズクラブ
六本木ヒルズクラブ（ろっぽんぎヒルズクラブ、Roppongi Hills club）は、六本木ヒルズ森タワー51階にある、高級飲食店を中心とした会員制施設である。森アーツセンターを構成する施設の一つである。2003年（平成15年）4月に開業後、2006年（平成18年）9月に改装した。ハイアットホテルアンドリゾーツが運営している。

## 概要
会員制であり、個人会員の場合、入会金126万円、預託金50万円の他、年会費18万9千円を支払う必要がある。個人会員の配偶者は、配偶者会員として、年会費が軽減される。アークヒルズクラブより安価に設定されており、2009年5月現在の会員数は3,300名を数える。平日は、接待・会議等で利用されることが多い。休日は家族連れが多い。会員向けに季節に合わせたイベント・プロモーションを開催している。
フロアには7店のレストランと1店のバー、また大小3箇所の宴会場、多数のカンファレンスルームがある。メニューの単価は会員制だからといって安いわけではなく通常の高級レストランと変わらない。「フィフティワン」「ザ・スシバー」「天川」を除くレストランには個室がある。フロア全体のデザインはテレンス・コンランによるもの。

## 六本木ヒルズクラブに出店している飲食店
- ロビーラウンジ・コンチネンタルレストラン「フィフティワン」
- フランス料理「ザ・フレンチセラー」
- 和食「百味庵」
- 寿司「ザ・スシバー」
- 中華料理「スターアニス」
- イタリア料理「ラ・クチーナ」
- 鉄板焼「天川」
- バー「ザ・スターバー」